# Paul Carmel Laporte
Vous lisez un « bon article » labellisé en 2009.
Pour les articles homonymes, voir Laporte.
Paul Carmel Laporte, né en 1885 à Verchères et mort en 1973 à Edmundston, est un médecin, homme d'affaires et artiste canadien.
Après des études de médecine à Montréal qu'il finança en travaillant comme apprenti sculpteur, Laporte fut médecin au Nouveau-Brunswick. En plus d'y fonder un hôpital, deux musées, la première station de radio francophone des provinces de l'Atlantique, une compagnie de construction et de participer à plusieurs autres projets, il enseigna l'art bénévolement durant quarante ans. Il est considéré comme le pionnier des arts visuels au Madawaska, une région frontalière canado-américaine, et plusieurs de ses élèves ont eu un impact important dans la culture acadienne.

## Biographie

### Origines
Paul Carmel Laporte naît le 16 juillet 1885 à Verchères, au Québec. Ses parents sont Jean-Baptiste Laporte et Arthémise Lenoblet, mariés dans la ville de Contrecœur.
Son père, Jean-Baptiste Laporte, naît le 10 février 1840 à Lanoraie et meurt le 6 mai 1928 à Verchères. Ses parents sont Charles Laporte (5 décembre 1793, Lanoraie - 12 juin 1880, Lanoraie) et Marguerite Lacombe (14 juillet 1794, Lanoraie - morte en date inconnue), mariés le 30 janvier 1815 à Lanoraie. Son père est médecin et a aussi été membre du Bataillon canadien des zouaves pontificaux.
Sa mère, Arthémise Lenoblet-Duplessis, naît le 17 juin 1850 à Lanoraie et meurt le 27 novembre 1934 à Maisonneuve, désormais un quartier de Montréal.
Paul Carmel Laporte est le troisième fils d'une famille nombreuse, dont tous les enfants sont nés à Verchères. Ceux qui l'ont précédé sont Blanche (1876-1965), Yvonne Bernadette (1877-?), Anna Maria (1879-1968), Pio Héliodore (1880-1939), Sidney (1881-1966) et Démétrie (1884-19??). Les plus jeunes sont Marius (1886-?), Blandine (1887-1919) et Gabrielle (1889-1899). 

### Éducation
Paul-Carmel Laporte s'intéresse à la sculpture dès son enfance puis étudie la peinture durant son adolescence. Il entre au collège de Verchères, où il obtient son diplôme secondaire à l'âge de 14 ans. Il devient ensuite apprenti auprès d'un ébéniste et sculpteur montréalais. Il suit différents cours du soir offerts par la Société Saint-Jean-Baptiste au Monument national, où il aurait côtoyé des artistes comme Elzéar Soucy et Alfred Laliberté. Il fait ensuite de la sculpture pour payer ses études de médecine. Il s'inscrit en 1905 comme étudiant sans brevet à l'Université Laval de Montréal, aujourd'hui l'Université de Montréal, et est plus tard admis à la faculté de médecine. À l'été de sa troisième année, il pratique comme clerc docteur dans la région de Baker Brook, au Nouveau-Brunswick. Il obtient en 1910 un doctorat en médecine cum laude puis sa certification en chirurgie générale par le Collège Royal des médecins du Canada.

### Carrière au Madawaska

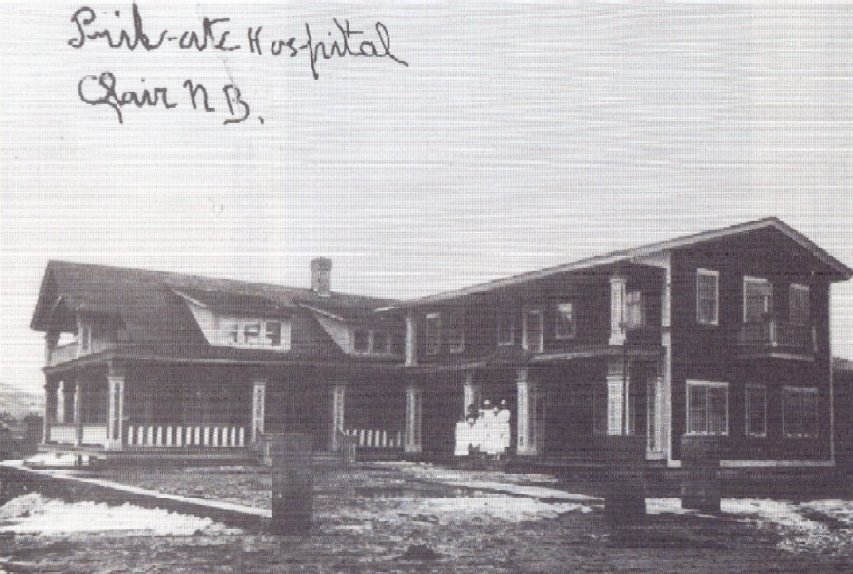
L'hôpital P.C. Laporte en 1920.

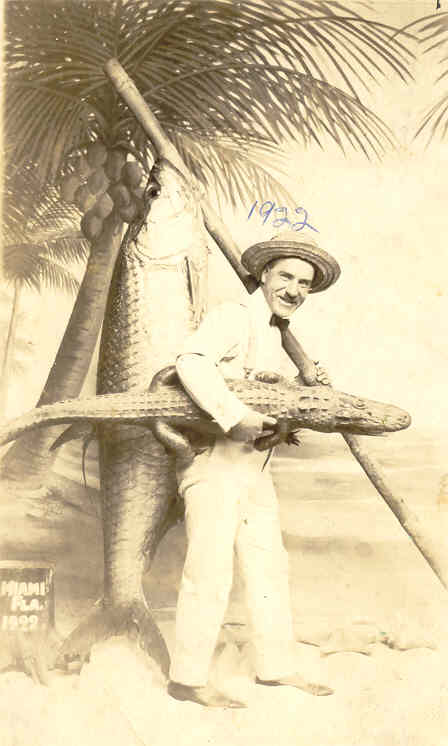
Paul Carmel Laporte en 1922.

Dès l'obtention de son doctorat, Paul Carmel Laporte déménage avec deux de ses frères dans le Madawaska, au Nouveau-Brunswick. Pio Héliodore est aussi médecin alors que Sydney est photographe. À la suite de la mort du docteur Rouleau, Paul Carmel ouvre un cabinet à Grand-Sault et obtient en outre une licence pour pratiquer la médecine dans l'état américain limitrophe du Maine. C'est alors qu'il chante dans le chœur de Saint-Léonard qu'il rencontre sa future épouse, Marthe Violette, née le 20 octobre 1887 au Maine. Il se marient le 20 octobre 1910 et ont deux fils, Murillo et Alban, qui étudieront au Collège Saint-Joseph de Memramcook.
Le couple reste à Grand-Sault jusqu'au début 1913, lorsque Paul Carmel est appelé à Connors pour remplacer le docteur Nolin. En 1915, avec l'aide du docteur Page de Fort Kent, il ouvre l'hôpital P.C. Laporte, situé à Clair, et qui dessert l'ouest du comté. Construit sur le site de l'hôtel Canada, l'édifice de deux étages compte quatre chambres, dix lits et une salle d'opération ; on y forme aussi des infirmières. L'hôpital est cédé à la Société de la Croix-Rouge de Clair le 12 novembre 1928. Le 1er novembre 1931, l'hôpital P.C. Laporte est détruit dans un incendie et les patients sont alors transférés aux étages supérieurs de l'hôtel Clair House.
Laporte s'établit ensuite à Edmundston en 1932. Il devient médecin attitré au camp d'entraînement militaire de la ville, médecin hygiéniste et coroner du comté de Madawaska et conférencier pour la Croix-Rouge et Ambulance Saint-Jean. Il étudie la médecine dentaire à l'Université de Montréal à la fin des années 1930. Il effectue ensuite deux mandats en tant que président de la Société des médecins du Nouveau-Brunswick.
Laporte fonde la Compagnie de Construction Madawaska Ltée. À Edmundston, cette compagnie obtient le contrat de l'Université Saint-Louis, du Centre Éducatif et de l'Hôtel de Ville ainsi que des contrats dans d'autres régions, tels celui de la construction d'une école à Grand Manan ou encore celui d'une centrale hydroélectrique à Chatham.
Le docteur Laporte cesse toute activité professionnelle en 1970 pour des raisons de santé et meurt le 25 juillet 1973 à Edmundston.

## Paul Carmel Laporte et l'art

### Œuvres et style

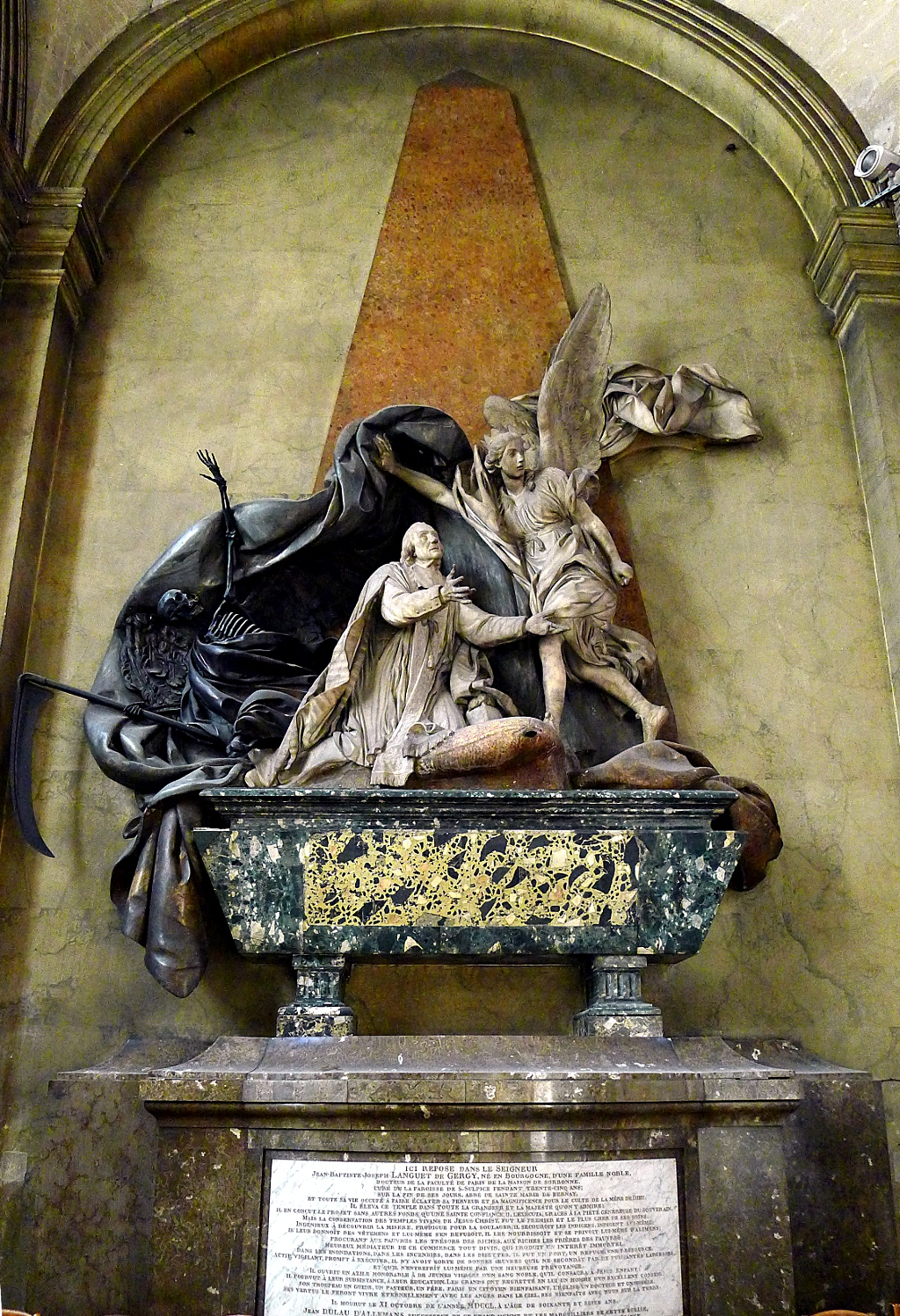
Paul Carmel Laporte s'est inspiré de ce tombeau par Michel-Ange Slodtz pour Courage et dévouement, l'une de ses principales œuvres.

En plus d'être médecin et homme d'affaires, Laporte est passionné par les arts. Il apprend le dessin sur cuivre, la sculpture sur bois, la peinture, la taxidermie et la photographie. Bien qu'il considère son art comme un passe-temps, il vend quelques sculptures.
Laporte a une approche expérimentale des formes et des matériaux. Il excelle dans la représentation du relief, comme le montre la chaire de l'église anglicane d'Edmundston. Appartenant à une génération marquée par les thèses de Sigmund Freud, sa carrière médicale l'a convaincu de la valeur psychologique des arts manuels. Du point de vue des exigences techniques, il compare la sculpture sur bois à la pratique du piano. Ce qu'a conçu l'imagination doit selon lui « induire une émotion dans l'âme » du spectateur mais « l'art de concevoir n’est pas accordé à tous également ». Laporte considère que le dessin passe avant tout et que toute inspiration a pour origine la nature.
En 1909, il assiste à la première chirurgie de l'hôpital de Saint-Basile et reproduit la scène dans une sculpture sur bois qu'il expose dans son bureau. En 1947, il réalise les armoiries de la République du Madawaska, à un moment où l'identité de cette région se développait. À la fin de la Seconde Guerre mondiale, il réalise une œuvre monumentale intitulée Courage et dévouement, qui lui vaut un prix à Atlantic City en 1947. Possiblement un monument aux morts, l'œuvre représente la Mort sous la crête d'un raz-de-marée, alors que des militaires marchent sur des cadavres. La sculpture rappelle le Tombeau de Jean-Joseph Languet de Gergy (1757), de Michel-Ange Slodtz, située à l'église Saint-Sulpice de Paris. Il est aussi l'auteur des armoiries de la Société des médecins du Nouveau-Brunswick et de la chaire de la cathédrale de l'Immaculée-Conception d'Edmundston. Plusieurs œuvres de Laporte sont exposées au Musée historique du Madawaska.

### Enseignement
Laporte aménage un atelier dans son sous-sol. À partir de 1933, il y enseigne bénévolement la sculpture sur bois et le dessin trois fois par semaine (enfants, adolescents et adultes), ses meilleurs étudiants recevant des outils et des leçons particulières. Le premier de ses élèves à attirer l'attention est Albert Nadeau. En 1944, il découvre le talent du jeune Claude Roussel qui lui présente une truite en bois sculptée à la lime. Parmi ses autres élèves figurent le peintre Claude Picard et la sculptrice sœur Marie-Hélène Allain.
Inventeur et bricoleur, Paul Carmel crée un meuble solide et compact, incorporant un établi, une table à dessin, un coffre à outils et un fauteuil facilitant le travail des sculpteurs et peintres. Il organise des expositions pour faire connaître ses élèves et publie un manuel sur l'apprentissage de la sculpture. En 1951, alors que Claude Roussel entre à l'École des beaux-arts de Montréal, Laporte organise avec Walter Clarke, de la Compagnie Fraser, une levée de fonds afin de l'aider au financement de ses études.

### Héritage

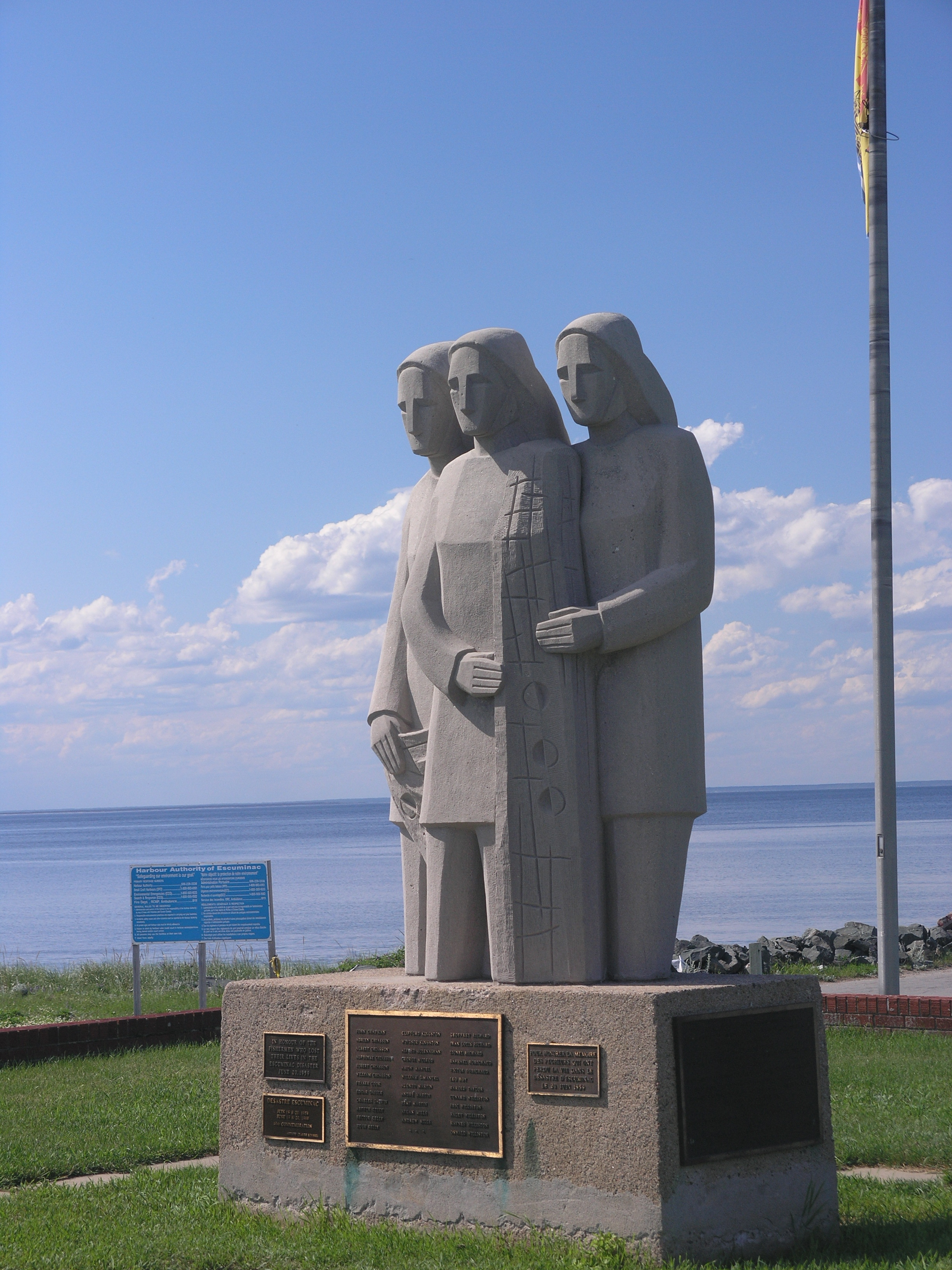
Monument du Désastre d'Escuminac, Claude Roussel (1969).

Le conservateur Patrick Condon Laurette qualifie à la fois Laporte de sculpteur « manqué » et de « créateur et expérimentateur ». Son ancien élève Claude Picard affirme qu'il « était un excellent chirurgien, et un professeur d'art au jugement incroyable, très judicieux dans ses critiques [...] au sens de l'humour très développé qui savait transmettre sa passion pour les arts ». Selon le conservateur Luc Charette, il reste à faire reconnaître son influence.
L'école de Laporte est un reflet de l'épanouissement de l'art populaire en Amérique du Nord à la suite de la Grande Dépression. De plus, bien que les arts sont aujourd'hui très développés au Madawaska, la scène artistique était presque inexistante aux XVIIIe et XIXe siècles. Son école a donc joué un rôle majeur dans l'épanouissement de la culture locale. Le Madawaska joue également un rôle de premier plan dans le développement de la scène artistique acadienne par la fondation du Collège Maillet de Saint-Basile en 1949. Jusque dans les années 1960, la peinture et la sculpture en Acadie restent surtout l'œuvre de décorateurs d'églises pour la plupart autodidactes ou formés à l'extérieur de la province. Son ancien élève Claude Roussel met sur pied en 1963 le département des Arts visuels de l'Université de Moncton, ce qui permet ensuite l'éducation structurée de ces deux formes d'art.
Les œuvres des élèves de Laporte sont en évidence au Madawaska et dans le reste de l'Acadie. Claude Picard a une renommée nationale et poursuit sa carrière à Edmundston, où il est l'un des seuls artistes à pouvoir vivre de son art. Les sculptures de Marie-Hélène Allain ornent plusieurs édifices publics de la province. Albert Nadeau fait carrière à Saint-Jean-Port-Joli, au Québec, et est considéré comme le meilleur sculpteur sur bois au Canada. Claude Roussel possède un atelier à Cap-Pelé, au sud-est de la province, où il a joué un rôle déterminant dans la culture acadienne contemporaine.
Certaines œuvres de Laporte ont inspiré ses élèves et l'influence de son enseignement se remarque toujours dans le style des artistes locaux. Ainsi, Claude Roussel s'inspire de la sculpture de la première chirurgie à Saint-Basile pour Retour à la santé (1948). Courage et dévouement a servi de modèle au sculpteur québécois Denis Charette ainsi qu'à Roussel, tel que le montre son Monument du Désastre d'Escuminac. En 1985, Claude Picard réalise la fresque La vie au Madawaska 1785-1985, exposée dans la salle du conseil municipal d'Edmundston et qui illustre les personnalités et événements importants de la région. Laporte y figure, enseignant à ses élèves assis sur le fauteuil de son invention.

## Autres réalisations
Après maintes interventions auprès du gouvernement, son projet du pont Clair-Fort Kent abouti en 1929. Deux autres de ses projets ont fonctionné, soit le Musée d'histoire naturelle à Grand Manan et du Musée Laporte, aujourd'hui le Musée historique du Madawaska, en 1940 au Collège Saint-Louis. Laporte, président du Club Rotary de Madawaska-Edmundston, a voulu faire construire un musée à Edmundston ayant la forme d'une roue dentée, l'emblème du club, mais ce projet a dû être abandonné.
S'intéressant à la radio, il fonde en 1944 CJEM-FM avec le député Joseph-Gaspard Boucher et le juge Joseph-Enoïl Michaud. Celle-ci est la plus ancienne station de radio francophone des provinces de l'Atlantique. Il est aussi le fondateur de la Fédération des Sculpteurs canadiens en 1951 et du club Le Burin en 1967, qui réunit des sculpteurs sur bois,. Finalement, il dirige la fanfare d'Edmundston durant quelques mois. Cette fanfare avait été fondée par son frère Sydney en 1914.

## Distinctions
- 1967 : Médaille du centenaire
- 1968 : Docteur en Lettres, honoris causa, Université de Moncton
- Docteur en Arts, honoris causa, Université Saint-Louis
- Commandeur en Justice de l'ordre souverain de Saint-Jean de Jérusalem
- Membre de l'Ordre de l'Empire britannique (MBE)